# Francisco Javier Urquía Zaldúa
Francisco Javier Urquía Zaldúa (San Sebastián, 23 de marzo de 1921-Pamplona, 24 de enero de 2003)fue un doctor ingeniero español de Caminos, profesor en Estructuras en la Escuela Superior de Ingenieros de San Sebastián (Tecnun), concejal del Ayuntamiento donostiarra, e impulsor del desarrollo de las autopistas del País Vasco y de la construcción de embalses en la Confederación Hidrográfica del Norte.

## Biografía
Nació en San Sebastián (1921). En la primavera de 1943, mientras estudiaba el segundo curso en la Escuela de Ingenieros de Caminos, Canales y Puertos, su amigo Fernando Valenciano le invitó a hablar con Josemaría Escrivá de Balaguer. Concluidos sus estudios universitarios, regresó a San Sebastián, donde trabajó como ingeniero de caminos en la Jefatura de Obras Públicas de Guipúzcoa. Otro amigo, Rafael Escolá, le animó a asistir a un curso de retiro en Molinoviejo (Ortigosa del Monte, Segovia), donde volvió a coincidir con Escrivá, que era el predicador. Tiempo después, el 26 de febrero de 1951 solicitó su admisión como miembro supernumerario.
Desarrolló varias facetas: una docente, que le llevó a incorporarse —prácticamente desde los comienzos—, al calustro académico de la Escuela Superior de Ingenieros de San Sebastián (Tecnun), donde fue profesor Agregado, y Subdirector; otra faceta más técnica, como ingeniero, en la que contribuyó al desarrollo de las autopistas vascas, y a la construcción de embalses de abastecimiento de agua potable en la Confederación Hidrogáfica del Norte; y otra política, en la que fue concejal del Ayuntamiento de San Sebastián.  
Fue miembro de la Real Sociedad Bascongada de Amigos del País.
Casado con Concepción Pagola. El matrimonio no tuvo hijos. Ambos contribuyeron al desarrollo de diversas iniciativas del Opus Dei en San Sebastián. Pusieron varios inmuebles a disposición de esas iniciativas.
Falleció en Pamplona el 24 de enero de 2003, tras padecer durante cuatro años de la enfermedad de Alzheimer.

## Distinciones
- Medalla del Mérito Ciudadano (1987), otorgado por el Ayuntamiento de San Sebastián.[5]